# Łęki Górne (województwo podkarpackie)
Łęki Górne – wieś w gminie Pilzno, powiecie dębickim w województwie podkarpackim. Leży u podnóża Karpat nad rzeką Dulczą.
W latach 1954-1961 wieś należała i była siedzibą władz gromady Łęki Górne, po jej zniesieniu w gromadzie Łęki Dolne. W latach 1975–1998 miejscowość administracyjnie należała do województwa tarnowskiego.
W 1897 w Łękach Górnych urodził się Michał Paprocki – podoficer Wojska Polskiego, kawaler Virtuti Militari.

## Części wsi
| SIMC    | Nazwa       | Rodzaj    |
| ------- | ----------- | --------- |
| 0826177 | Góra        | część wsi |
| 0826183 | Granica     | część wsi |
| 0826190 | Podkościele | część wsi |
| 0826208 | Świnia Góra | część wsi |
| 0826214 | Wytrząska   | część wsi |

## Zabytki
- Drewniany kościół Świętego Bartłomieja – zbudowany został ok. 1484 (parafia posiada dokument fundacyjny z 1312, jednak nie wiadomo czy jest on prawdziwy). Kościół został częściowo przebudowany w XVIII w. z fundacji Katarzyny z Lubienieckich Łętowskiej. Budynek jest zbudowany w stylu gotyckim z barokową wieżą. Jednonawowy, drewniany, o zrębowej konstrukcji oszalowanych ścian, z murowaną zakrystią. Wyposażenie wnętrza kościoła jest rokokowe, z drugiej połowy XVIII w. Kościół przeszedł w latach 2011–2014 gruntowny remont.
- Dwór obronny z końca XVI w. – wybudowany przez rodzinę Tarłów. Działał tu zbór braci polskich, ich drukarnia i szkoła. Przebudowany przez Lubienieckich. Po 1945 dwór był przez wiele lat siedzibą ośrodka zdrowia. Od 2007 stanowi własność prywatną[6]. Nowi właściciele przeprowadzili w latach 2007–11 kompleksowy remont i konserwację budynku, doprowadzając go do wzorowego stanu i odtworzyli dawną kompozycję parkową.

## Kościół
W miejscowości ma swoją siedzibę rzymskokatolicka parafia Bartłomieja Apostoła należąca do dekanatu Pilzno w diecezji tarnowskiej.
Od roku 2008 parafia ma oprócz zabytkowego drewnianego kościółka z XV w. nowy kościół pod wezwaniem Chrystusa Króla.

## Sport
W miejscowości działa klub piłkarski LKS Łęki Górne który jest obecnie w klasie A Dębica.

## Galeria

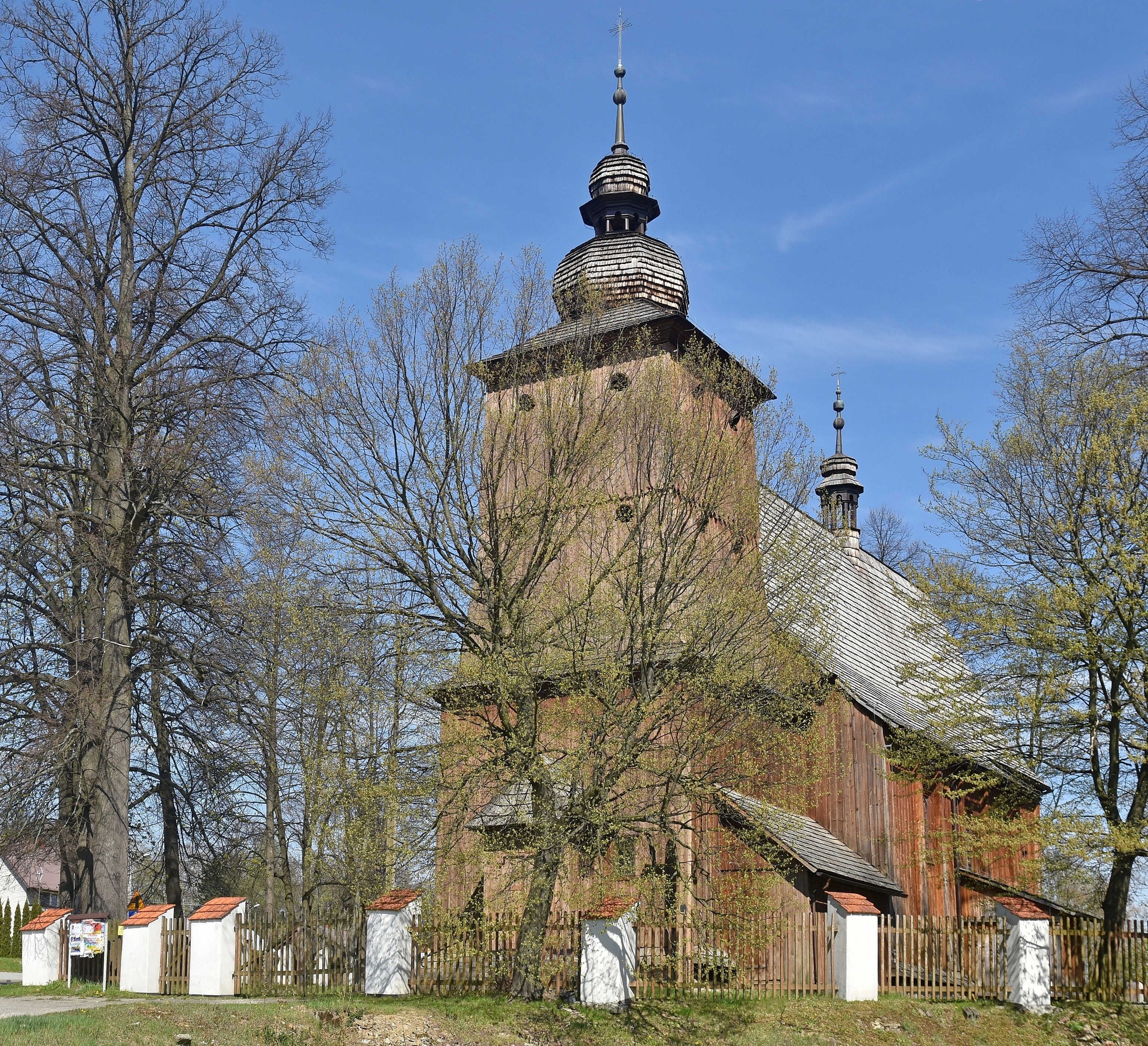
Kościół Świętego Bartłomieja
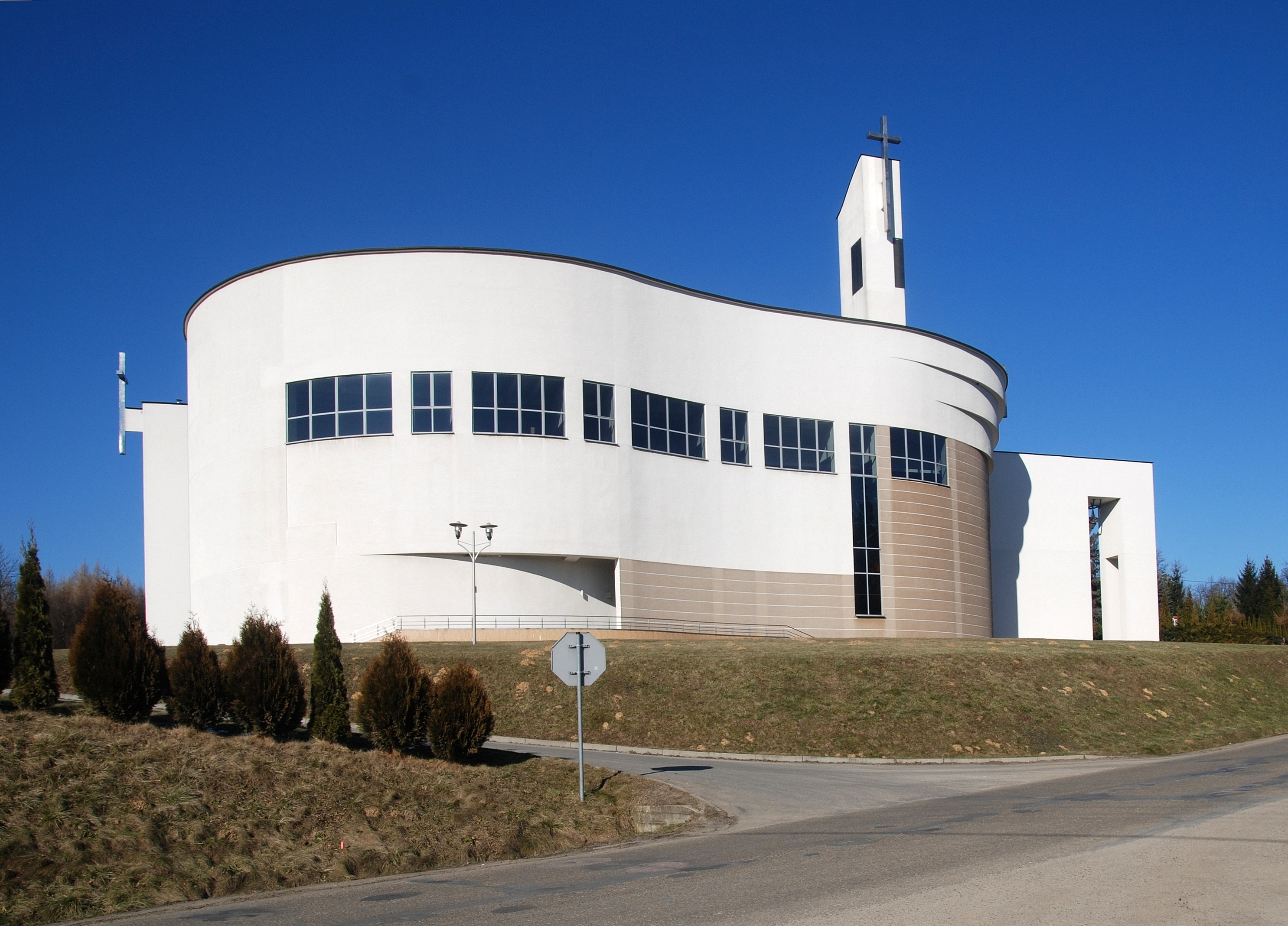
Nowy kościół Chrystusa Króla
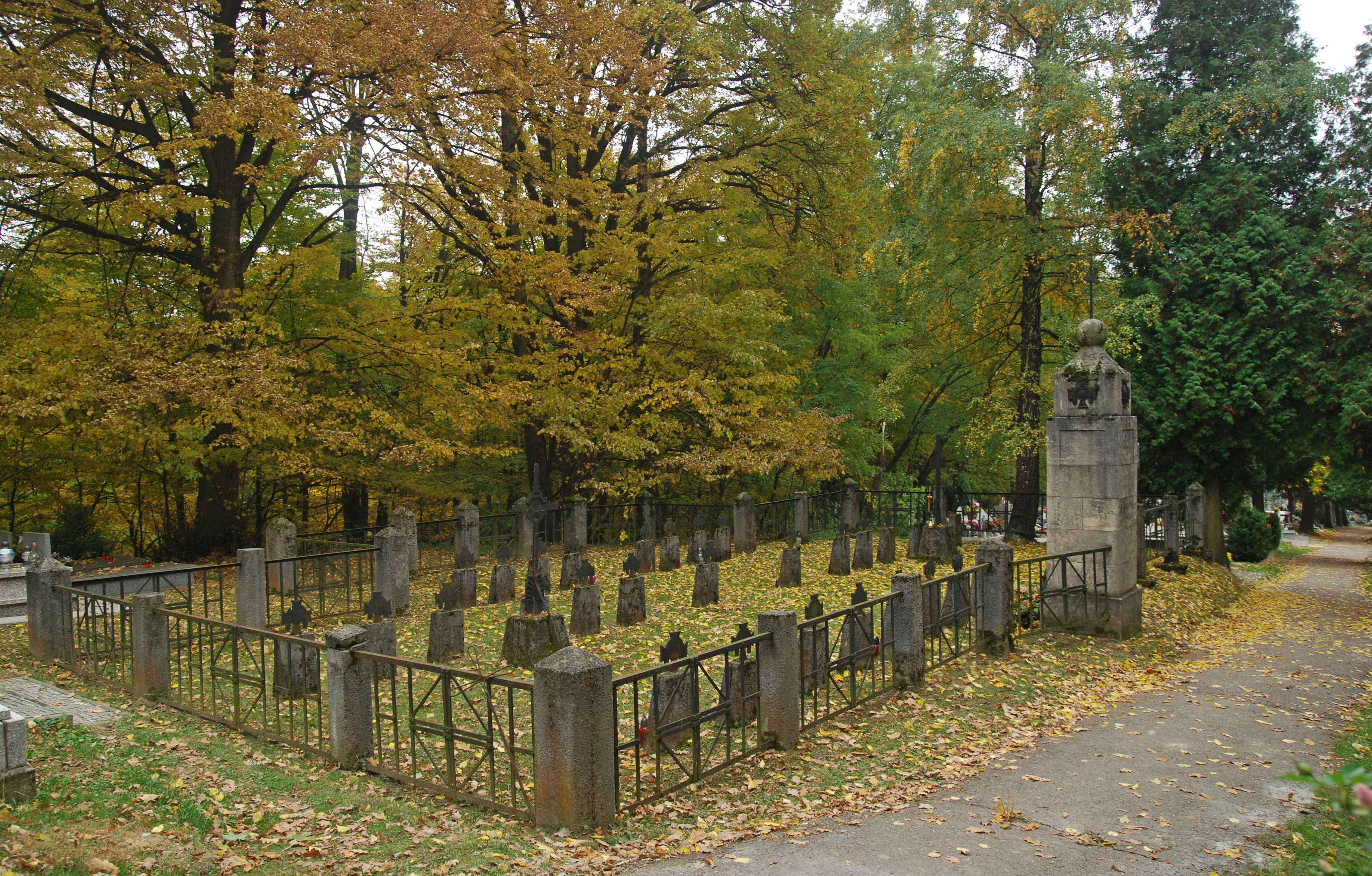
Cmentarz wojenny nr 239

## Turystyka
- Drewniany kościół Świętego Bartłomieja znajduje się na Szlaku Architektury Drewnianej - Trasa nr VIII (jasielsko-dębicko-ropczycka)

## Ludzie związani z Łękami Górnymi
- Gene Krupa (1909–1973) – amerykański perkusista jazzowy polskiego pochodzenia.